# Bronco Bullfrog
Bronco Bullfrog é um filme britânico em preto e branco, dirigido pelo sueco Barney Platts-Mills e estrelando Del Walker e Anne Gooding.
O filme foi filmado em seis semanas na localidade de East End de Londres, sendo que todos os atores convidados eram novatos e sem experiências anteriores em atuação. Enfocando a subcultura suedehead, o filme mostra jovens passando da fase skinhead para a fase suedehead, os confrontos, problemas da idade e mudanças no visual. O filme adquiriu status de um dos filmes mais cults dos anos 60.
A nova versão HD do filme abriu o nono East End Film Festival em 22 de Abril de 2010, antes de seu re-lançamento no verão europeu de 2010

## Sinopse
Aos 25 anos, o escritor-diretor Barney Platts-Mills fez a sua estréia promissora com Bronco Bullfrog em 1969, numa altura em que o cinema britânico, abandonava o realismo trocando-o pelo Swinging London, e se debatia em torno da depressão após a retirada da finanças americanas. Apenas Ken Loach, Kes e Platts-Mills com Bronco Bullfrog, pareciam estar olhando para a Grã-Bretanha de Harold Wilson e a vida sem futuro de seus adolescentes.
O orçamento de Platts-Mills é baixo, o filme monocromático independente surgiu de um projeto para garotos do East End na oficina de teatro de Joan Littlewood, e foi semi-improvisado por atores não-profissionais. No centro do enredo, está o garoto de 17 anos e aprendiz de soldador Del, que rompe a monotonia da vida com pequenos furtos e brigas e venera o fugitivo Bronco Bullfrog. Ao mesmo tempo em que ele planeja um assalto ao pátio ferroviário com Bronco, ele inicia um relacionamento com Irene, uma garota de 15 anos de idade, cujo pai está cumprindo pena por assalto à mão armada.